# Рагимханова, Абидат Кезимхановна
Абидат Кезимхановна Рагимханова — советская сельскохозяйственная деятельница, депутат Верховного Совета СССР 10-го созыва, родилась в 1956 году в селе Чухверкент Сулейман-Стальского района Дагестанской АССР, в семье рабочего.
В 1964 году поступила в Чухверкентскую начальную школу. После землетрясения продолжала обучение в Ново-Макинской школе, где и получила среднее образование в 1975 г.
После окончания школы пошла работать в совхоз им. Герейханова в овощеводческую бригаду.
В 1976 году комсомольцы и молодежь бригады избрали её секретарем первичной комсомольской организации.
Участвовала в 34-37-х конференциях обкома ВЛКСМ.
В период работы в бригаде за высокие производственные показатели и за активное участие в общественной жизни района и села награждена правительственными наградами: медалью «За трудовую доблесть», почетной грамотой ЦК ВЛКСМ, значком «Молодой гвардеец пятилетки», грамотами обкома и райкома КПСС и ВЛКСМ.
В 1979 году избрана депутатом Верховного Совета СССР 10-го созыва по Сулейман-Стальскому избирательному округу № 533. Представляла Дагестанскую АССР в Совете Национальностей Верховного Совета СССР 10-го созыва.
В 1980 году поступила на заочное отделение в ДСХУ на агрономический факультет и окончила его в 1986 году.
В 1982 году избрана делегатом 19-го съезда ВЛКСМ, в том же году избрали председателем исполкома Новомакинского сельского совета. До 1990 года работала председателем сельсовета.
В 1990—1993 годах работала заместителем председателя совета, затем с 1993 года по 2018 год ведущим специалистом администрации с/п «с/совет Новомакинский».
За большой вклад в экономическое и социальное развитие, за активное участие в развитии местного самоуправления района и села награждена почетными грамотами республики Дагестан и района.
Является председательницей женского совета с. Ново-Мака и членом женского совета района.

## Семья
Замужем, является матерью троих сыновей.